# Miroslav Dolejší
Miroslav Dolejší (20. listopadu 1931 Velké Přítočno u Kladna – 26. června 2001 Praha) byl český politický vězeň, disident a publicista, autor statě Analýza událostí 17. listopadu 1989, podle které měla být sametová revoluce předem dohodnuté předání moci mezi komunistickými tajnými službami a špičkami disentu. Byl to pravděpodobně nejdéle trestaný politický vězeň komunistického režimu v Československu.

## Život
Miroslav Dolejší se vyučil strojním zámečníkem v SONP Kladno a studoval Vyšší školu strojnickou v Kladně. V roce 1951 byl ze studií vyloučen a poslán do Tábora nucených prací na dole Gottwald v Kladně-Švermově, protože v klubovně Československého svazu mládeže vyvěsil během studentského večírku britskou vlaječku. Téhož roku navázal kontakt se skupinou národně demokratického odboje. Krátce nato jej zatkla StB a po 15 měsících vyšetřovací vazby, kde byl mučen, byl odsouzen Státním soudem v Praze ke 23 rokům vězení za velezradu a špionáž. Soud zvolil mírnější variantu, přestože obžaloba navrhovala trest smrti. Dolejší podle svých slov zachránil před StB několik členů odbojové skupiny tím, že naoko svolil s požadavky vyšetřovatelů, ale neprozradil jména. Do propuštění na základě amnestie prezidenta Novotného v květnu 1960 prošel osmi věznicemi a uranovými lágry.
V 60. letech publikoval články o demografii a knihu Elektrické odporové pece a sušárny (s Vladimírem Tomkem, SNTL 1967).
V roce 1964 se oženil a v roce 1968 se manželům Dolejším narodil syn. Dolejší pořizoval fotodokumentaci srpnové okupace a utřídil ji do podoby knihy "360 dní bez iluze", která se nedochovala[zdroj⁠?!]. Po začátku normalizace v roce 1969 byl propuštěn ze zaměstnání pro svoji činnost v organizaci politických vězňů K–231.[zdroj⁠?!]
Půl roku marně sháněl místo, pak začal pracovat při stavbě pražského metra. Poté se pro jeho znalost počítačové problematiky na Miroslava Dolejšího obrátili jeho známí a fiktivně ho zaměstnávali v jednom družstvu a jeho práci zaměřili na prefabrikaci staveb. Když od roku 1971 začaly uplatňovat panelárny montáž panelů beze skládek, bylo nutné naprogramovat výrobu, dopravu a montáž a řídit je počítačem. Jeho znalosti pomohly problematiku vyřešit.[zdroj?] Poté ho řádně zaměstnaly Stavební závody v Praze, Dolejší k sobě přibral pár bývalých spoluvězňů, dobrých odborníků, které znal z tzv. basaprojektů (basaprojekt na Pankráci bylo zařízení ministerstva vnitra, kde vězni s vysokým technickým vzděláním pracovali na projektech pro národní podniky) a zavedl dobře fungující systém. Později se tam stal vedoucím výpočetního střediska, které výrobu, dopravu a montáž panelů řídilo.[zdroj?]
Od 1.2.1974 jej Státní bezpečnost evidovala jako tzv. Nepřátelskou osobu pod krycím jménem Abdul.
V roce 1975 na požádání svého známého novináře Eugena Vrby napsal studii o počítačových systémech. Vrba, narozen jako Eugen Weinberger, bývalý partyzán z druhé světové války, byl židovského původu a údajně i sionista. Tento tehdejší Dolejšího hlavní důvěrník byl coby Žid od r. 1956 bez reálného důvodu podezírán ze špionáže pro Izrael. Věcné informace v Dolejšího materiálu byly kompiláty ze všeobecně přístupných a veřejných přednášek, ale přesto byl 14. června 1976 zatčen a obviněn za pokus o vyzvědačství, ohrožení státního, hospodářského a služebního tajemství. Přestože mu špionáž nebyla nikdy dokázána, byl v roce 1977 spolu s komplicem Vrbou odsouzen Městským soudem v Praze na 11 roků ve druhé nápravné skupině. Před soudním jednáním držel tři měsíce protestní hladovku. Závažný zdravotní stav, podezření na rakovinu kůže a názor lékařů, že brzo zemře, vedly v roce 1985 k jeho propuštění před uplynutím trestu. Celkem ve vězení strávil 18,5 roku, což ho podle dr. Tomka z VHÚ staví na pravděpodobné první místo v žebříčku délky trestu politicky likvidovaných obětí, které pronásledoval represivní aparát bolševického Československa.
Na počátku 90. let byl postupně rehabilitován v obou případech svého věznění a stal se členem Konfederace politických vězňů a pracovníkem Federálního ministerstva vnitra.
Dolejší byl autorem několika desítek často kontroverzních časopiseckých článků, úvah a studií o politice. Velký prostor získal v extrémně pravicovém a antisemitském Týdeníku Politika (mj. v něm byl uveřejněn "Seznam Židů v české kultuře"). Angažoval se v politice, stal se předním členem Sdružení pro republiku – Republikánské strany Československa.
V roce 1991 vydal dvoudílné zpracování vzpomínek vězňů na padesátá léta Chodbami opuštěnými (slovenský překlad Chodbami opúšťanými ve 2 brožurách Agres, edice Zlatá mreža, Bratislava 1991, ISBN 80-85406-07-1, ISBN 80-85406-08-X a souborné ISBN 80-85406-06-3).

### Analýza událostí 17. listopadu 1989
V říjnu 1990 publikoval stať Analýza událostí 17. listopadu 1989, antisemitskou konspirační studii, první explicitní antisemitský pamflet v porevolučním Československu. Zde mj. vyslovil tezi, že převrat v roce 1989 měl být předem dojednán mezi špičkami komunistické nomenklatury a západních mocností za přispění a financování židovských kruhů a státu Izrael. Tvrdí, že Charta 77, český disent a polistopadový režim byly ovládány „několika rodinami“, které „všechny (…) jsou komunisté nebo jejich potomci, svobodní zednáři a jejich potomci, a Židé“. Podobně v kapitole Mezinárodní souvislosti sjednocení vysvětluje světové změny celosvětovým židovským spiknutím s plánem na vytvoření tzv. Velkého Izraele.
Podle Mgr. Věry Tydlitátové, religionistky a judaistky z Filozofické fakulty ZUP, Dolejší "vnáší do společnosti frustrované prvními obtížemi porevolučního rozčarování a ekonomických problémů antisemitskou notu, která se v dějinách mnohokrát nabízela jako odvedení pozornosti od skutečných příčin krize."
Analýza získala značnou popularitu u některých antikomunistů, nespokojených s polistopadovým vývojem a zejména u konstituující se české krajní pravice a stala se součástí jejich ideové výbavy. Analýzu propagoval Petr Cibulka, na Internetu je dostupná v řadě kopií a dokonce i v překladu do angličtiny. V roce 1991 vyšla slovensky pod názvem "Prevrat 1989 alebo História sa opakuje?". Konfederace politických vězňů se od textu distancovala, ačkoliv s ním podle Dolejšího tvrzení spousta členů včetně výboru při jeho projednávání nejprve souhlasila.
Veřejnost, politická reprezentace a odborné kruhy text vcelku jednomyslně odmítly. Svůj názor na Dolejšího motivy vyjádřil i Prokop Tomek v článku Tragický případ Miroslava Dolejšího a Eugena Vrby:
Důvody, proč Dolejší svou „analýzu“ sepsal, můžeme bezpochyby hledat především

ve zklamání ze zničeného života nadprůměrně nadaného a schopného člověka.
Dr. Prokop Tomek, Tragický případ Miroslava Dolejšího a Eugena Vrby
Dolejší byl několikrát žalován (Rudolf Hegenbart, svědkem žaloby i Jaroslav Šabata) a obviněn ze spolupráce s StB. Prokop Tomek k tomu říká: „(...) Jako tajný spolupracovník v dostupných zveřejněných podkladech (vedených od roku 1954) evidován není. Slib spolupráce podepsal po prvním zatčení v lednu 1951 z taktických důvodů a skutečně jej nijak nenaplnil.“
Po vydání Analýzy měl být Dolejší údajně vystaven pokusu o úplatek 250 000 švýcarských franků, v přepočtu 5 milionů tehdejších československých korun, který mu měl být spolu s léčbou v zahraničním sanatoriu dle vlastního výběru vyplacen v případě, že by Analýzu stáhl zpět. Dolejší tvrdil, že mu byla kontrolována a kradena pošta a že byl napaden neznámým pachatelem.[zdroj?]
Předmluvu k jednomu vydání Analýzy napsal Miroslav Sládek. Miroslava Dolejšího často pozitivně hodnotí jeho bratr PhDr. Josef Dolejší, pedagog a autor literatury faktu, který je i autorem disidentova nekrologu Za Miroslavem Dolejším. V předmluvě k dalšímu vydání se za Miroslava Dolejšího 28. 10. 2014 postavil RNDr. Ladislav Andrey z Ústavu informatiky AV ČR: [zdroj?]
S velkou pokorou a úctou tuto předmluvu k Analýze 17. listopadu 1989 věnuji jejímu autorovi, velkému analytikovi se skálopevným charakterem, ocelovou vůlí a obrovskou osobní odvahou, člověku, který strávil 19 let v komunistických lágrech a vězeních a zůstal nezlomen, člověku nadmíru vzdělanému i bez univerzit, a člověku moudrému. Takových lidí, jakým byl a v paměti mnohých zůstane pan Miroslav Dolejší, má český, moravský, slezský i slovenský národ 25 let od listopadu 1989 a vzniku Analýzy naprostý nedostatek.
Dr. Ladislav Andrey, Analýza 17. listopadu 1989, Guidemedia, Brno: 2014, 978-80-88021-01-8, str. 29

#### Knížata zloby – Protokoly sionských mudrců
V roce 1990 pod pseudonymy Robert Helebrandt a Alexander Martin Savel vydal známý antisemitský pamflet Protokoly sionských mudrců pod názvem Knížata zloby – Protokoly sionských mudrců. Vydání spisu bylo v dubnu 1990 stíháno jako projev antisemitismu, konkrétně projev propagace fašismu podle § 260 odst. 1, 2 tr. zák.
K tomu se Dolejší 8. 8. 1991 vyjádřil v Týdeníku Politika č. 28 takto: „Protože politická reprezentace nepřistoupila na věcnou diskusi, považovala za náhradu zdiskreditovat autora. Byl jsem postupně označen za fašistu, antisemitu, člověka duševně chorého a nakonec zatrpklého, protože se mi nedostalo vysokého postavení (přestože bylo všeobecně známo, že jsem o žádné neusiloval a nabídky jsem odmítal).“
17. 7. 1992 se ho v krajanských novinách Denní hlasatel zastal jeho dlouholetý přítel, katolický konzervativec a antisemita dr. Ing. Bohumil Kobliha a vylíčil ho jako altruistu, obránce svobody, spravedlnosti, křesťanství a českého národa. Kobliha na základě svých přímých zkušeností s disidentem odmítl nařčení, že by Dolejší mohl být agentem StB s odkazem na to, že ho Dolejší nikdy nezradil i přesto, že k tomu měl v různých situacích možnosti.